# Schlacht von Shah Wali Kot
Die Schlacht von Shah Wali Kot war eine fünftägige Operation während des Afghanistan-Krieges, die vom 10. bis zum 14. Juni 2010 von australischen Spezialeinheiten und der afghanischen Nationalarmee mit US-Luftunterstützung durchgeführt wurde. Die Operation fand im Shah Wali Kot-Distrikt in der Provinz Kandahar statt. Die Mission diente zur Vorbereitung auf die Räumung der Provinz und führte zu schweren Verlusten der Aufständischen.

## Hintergrund
Im Juni 2010 begann die International Security Assistance Force (ISAF) mit der Operation Hamkari, um die Sicherheit in der südlichen Stadt Kandahar in Afghanistan zu erhöhen. Im Rahmen der Operation wurden australische Streitkräfte beauftragt, eine Reihe von Störungsoperationen im Bezirk Shah Wali Kot, nördlich der Provinz Kandahar, durchzuführen. In der zweiten Juniwoche begann eine fünftägige Flugoperation, die auf eine aufständische Festung abzielte, die seit 1995 von den Taliban kontrolliert wurde. Zu den beteiligten Streitkräften gehörten die australische Special Operations Task Group und Einheiten der afghanischen Nationalarmee, die von Hubschraubern der US-Armee unterstützt wurden.

## Ablauf
Die Alpha Company Group vom 2nd Commando Regiment führte den ersten Angriff am 10. Juni durch. Nachdem festgestellt wurde, dass die Aufständischen einen Gegenangriff vorbereiten, wurde sie von einer Truppe des 2. Squadrons von dem Special Air Service Regiment (SASR) verstärkt. Am zweiten Tag der Operation waren die Kämpfe besonders intensiv, als australische und afghanische Soldaten kurz nach dem Aussteigen aus ihren Hubschraubern von Aufständischen beschossen wurden. Der Angriff dauerte 13 Stunden. Nach fünf Tagen zogen sich die überlebenden Aufständischen aus dem Gebiet zurück.

Nach der Operation gab die ISAF bekannt, dass über 100 Aufständische besiegt worden waren. Der Befehlshaber der australischen Streitkräfte im Nahen Osten, Generalmajor John Cantwell, behauptete, die Operation habe:  
„den aufständischen Streitkräften und ihren Kommandanten einen schweren Schlag versetzt und einen wichtigen und direkten Beitrag zu den Sicherheitsoperationen der ISAF geleistet.“ 
Die australischen Truppen erbeuteten während der Operation eine große Anzahl an Sturmgewehren, Maschinengewehren, Granatwerfer und RPG's.

## Nachwirkungen
Das australische Verteidigungsministerium behauptete, dass die Operation „zum Tod einer bedeutenden Anzahl“ geführt habe, gab jedoch keine Anzahl bekannt. Ein australischer und ein afghanischer Soldat wurden während der Operation durch Schüsse verwundet und mehrere Hubschrauber wurden beschädigt. Ein Zivilist näherte sich ebenfalls den Koalitionstruppen, um medizinische Hilfe für eine Wunde in seiner Hand zu bekomme. Laut dem Verteidigungsministerium sei es nicht klar, wie er diese Verletzung erhalten habe. Die ISAF gab an, dass bei der Operation keine Zivilisten verletzt wurden.
Bei einer weiteren Operationen in der Region am 21. Juni, wurden drei australische Soldaten getötet, als der Blackhawk-Hubschrauber von der US-Army, in dem sie unterwegs waren, in diesem Gebiet abstürzte. Einer der Besatzungsmitglieder des Hubschraubers starb ebenfalls, während weitere sieben Australier und ein US-amerikanischer schwer verletzt wurden.
Am 23. Januar 2011 wurde Corporal Ben Roberts-Smith für seine Aktionen am 11. Juni 2010 mit dem Victoria Cross ausgezeichnet. Roberts-Smiths Patrouillenkommandant, der nur als Sergeant P erwähnt wurde, wurde für seine Rolle in dem Kampf mit dem Star of Gallantry ausgezeichnet. Insgesamt wurden 13 Einzelpreise für Tapferkeit vergeben, während das Special Air Service Regiment und das 2nd Commando Regiment für ihre Aktionen geehrt wurden. Es war das erste Mal seit dem Vietnamkrieg, dass ein ganzes Kommando ausgezeichnet wurde.